# Stanisław Żabka
Stanisław Żabka herbu Lubicz – deputat powiatu słonimskiego w generalnej konfederacji sandomierskiej 1704 roku.